# EA-2012
EA-2012 é um agente nervoso organofosfato extremamente tóxico. É um inibidor da acetilcolinesterase. 